# Trol (internet)

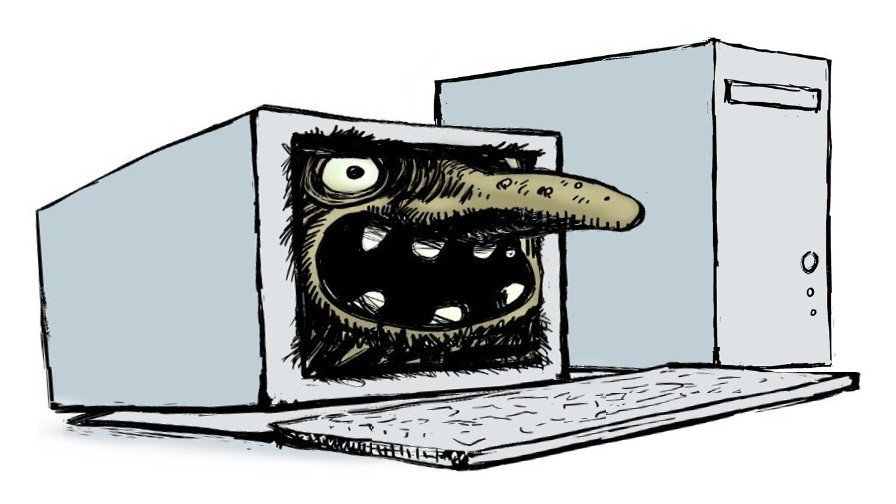
Internettrol

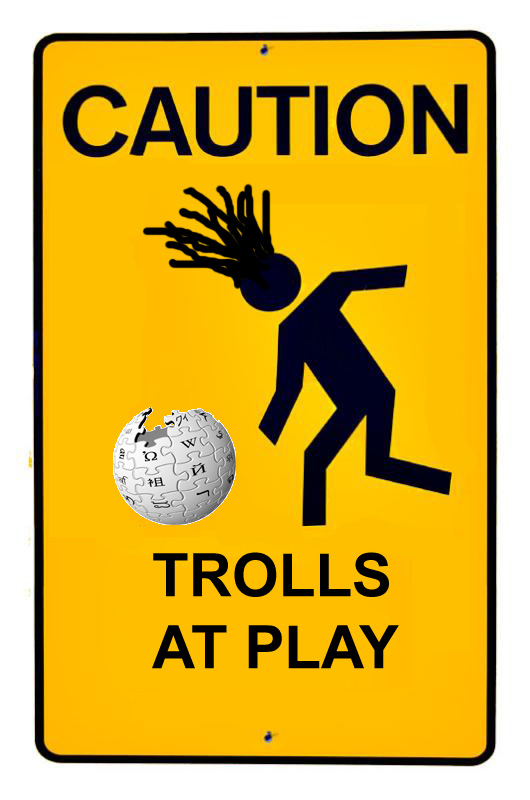
Waarschuwing tegen trollen

Een trol is een persoon die berichten plaatst in een internetomgeving om voorspelbare emotionele reacties uit te lokken als woede, irritatie, verdriet of scheldpartijen - ook wel flames genoemd in internetjargon, opzettelijk verkeerde informatie geeft of zich doelbewust anders voordoet. Dit gebruik van het woord trol is afkomstig van de vroege uitsluitend Engelstalige internetgemeenschap op Usenet, fora of chatkanalen.
Inmiddels is trollen in het Nederlands een werkwoord - ook in het spraakgebruik.

## Werkwijze
Een trol zaait onrust door op het internet mensen tegen de haren in te strijken met schokkende meningen of materiaal. Bijvoorbeeld door op een niet-rokers-forum telkens weer te beginnen over de geneugten van roken, op de fansite van een beroemdheid deze persoon zwart te maken of op een politiek forum tegengestelde, ongewenste, beledigende, domme of onzinnige meningen te verkondigen. De trol is een intrigant die vooral reacties wil uitlokken. Daarom is de beste reactie; geen enkele, en de trol dus negeren.
Het gebruik van een sokpop zorgt voor extra verwarring. Naast de kwestie reageren of schijnargumenten in de discussie brengen zijn strategieën om gebruikers binnen de gemeenschap doelbewust te frustreren. Een mening als feit presenteren kan provocerend overkomen zoals blijkt uit een voorbeeld als AIDS is Gods straf voor homoseksuelen. Ingebracht als slogan zonder verdere nuancering, is het voorspelbaar dat forumdeelnemers zich dan ergeren aan de uitgesponnen threads (conversatielijnen) die daarop volgen en de conversatie niet verrijken. Ook worden wel eens deelnemers persoonlijk, vrijwel zonder onderbouwing, aangevallen, bijvoorbeeld door op een (vaak goed onderbouwd en legitiem ingebracht) standpunt te reageren met een tekst als Wat een ongelooflijke onzin. Het is duidelijk dat je hier helemaal niets van weet! De inhoud van een trolbericht is van geen belang, een trol kan herkend worden aan de negatieve bedoeling. Eventuele reacties of pogingen de reactie op redelijke toon te weerleggen worden eveneens op provocerende wijze en vrijwel zonder argumenten weggezet door de trol, bijvoorbeeld met Klets maar lekker verder, het enige dat je hiermee laat zien is dat je er nog steeds niets van begrepen hebt. Het gaat immers niet om een constructieve discussie, de trol probeert een confrontatie uit te lokken.
Trollen kunnen verward worden met querulanten; vaak is een trol ook een querulant. Er is echter een belangrijk verschil. De trol gaat te werk met geen ander doel dan verstoren, treiteren; het trollen kan soms instrumenteel zijn om discussies te domineren en te beïnvloeden, maar voor de trol is dit slechts een bijzaak. De querulant daarentegen handelt met een doel voor ogen, terwijl trollen daarbij als middel wordt gehanteerd.
Een trol maakt bij voorkeur gebruik van argumenten die door anderen zijn gebruikt en effectief zijn gebleken in het zaaien van onrust en onduidelijkheid. Hij zal daarbij niet vermelden dat een ander (min of meer) geciteerd wordt. Een trol keert zich nooit tegen een hele groep, behalve in een poging zichzelf als slachtoffer van een deel daarvan te presenteren. Door zich namelijk tegen een beperkt aantal personen te richten, tracht een trol die te isoleren en daarmee de aandacht af te leiden. Door tevens controleerbaar juiste uitspraken te doen of handelingen te verrichten, geeft een trol de indruk serieus bezig te zijn, terwijl het werkelijke doel van zijn acties gelegen is in het stoken van onrust en het opzetten van mensen tegen elkaar, kortom: in het zaaien van tweedracht, door middel van leugens en halve waarheden. Trollen houden van discussiëren, ook over trollen zelf, zonder inhoudelijk doel. Zodoende is het mogelijk dat een trol (met de truc van al wat je zegt, ben je zelf!) anderen van trollen beschuldigt.

## In andere culturen
In het Japans betekent tsuri vissen en verwijst het naar intentioneel misleidende posts met als doel om negatieve reacties uit te lokken bij andere gebruikers. In het Koreaans vertaalt men nak-si ook naar vissen en verwijst het naar trolpogingen op het internet en misleidende titels van posts. Een persoon die na het reageren beseft dat hij eigenlijk slachtoffer is van trollen, gaat zichzelf als gevangen vis beschrijven.

## Het begrip trol
Het begrip trol als naamwoord is bekend in alle Germaanse talen. Het betekent in sagen een bovennatuurlijk wezen of een boosaardige en soms vriendelijk ogende (m.a.w. valse) dwerg. Vaak schepten trollen er plezier in streken met mensen uit te halen. Het Engels heeft naast het naamwoord ook een werkwoord to troll met twee betekenissen: (1) zorgeloos een liedje zingen; (2) vissen met behulp van een achter een boot door het water gesleept lokvisje. Tijdens de Vietnamoorlog hadden Amerikaanse gevechtspiloten een tactiek ontwikkeld om luchtdoelraketinstallaties uit te schakelen door boven deze installaties te vliegen en te wachten totdat deze hun grondradar op het vliegtuig richtten. Op dat moment zouden de vliegtuigen weten waar de luchtdoelinstallaties zich bevonden en toeslaan. In militair jargon werd deze tactiek ook aangeduid met to troll, afgeleid van de vistechniek.

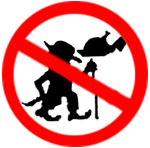
Trollen niet voeren

Het woord trol op het internet is waarschijnlijk afgeleid van deze vistechniek of de vliegtuigmanoeuvres; net als bij trollen op het internet probeert de trol een reactie uit te lokken.
Een veelvoorkomende waarschuwing en preventiemiddel voor trollen is om de trollen niet te voeren. Omdat trollen een reactie proberen uit te lokken, is het een goed idee om geen reactie te geven op trollen en ze te negeren. Wanneer gebruikers wel reageren, wordt de trol aangemoedigd om daar vervolgens weer op te reageren en dus nog meer te trollen.

## Griefer
De griefer is de variant op de internettrol in (online) multiplayerspellen. Griefers nemen als speler deel aan het spel met geen enkel ander doel dan het hinderen en irriteren van andere spelers. De term is een Engels leenwoord, en afkomstig van het zelfstandig naamwoord grief (ergernis, verdriet), verwant aan het Nederlandse woord grief (ongemak, klacht). Voorbeelden van dergelijk gedrag zijn campen bij spawn area's om tot leven komende spelers direct te doden, spelers blokkeren, hinderen of valse informatie geven, of hen met provocerende tekstboodschappen ergeren. Griefers zijn niet hetzelfde als valsspelers, aangezien griefers het spel niet willen winnen; ze willen alleen maar medespelers dwarszitten. Producenten bestrijden griefers en nemen klachten over griefers serieus, aangezien zij inkomsten mislopen wanneer spelers het spel niet meer willen spelen.